# كيني بيتش
كيني بيتش (بالإنجليزية: Kenny Beech)‏ (18 مارس 1958 بستوك أون ترينت في المملكة المتحدة - ) هو لاعب كرة قدم بريطاني في مركز الوسط. لعب مع بورت فايل ونادي بيتربورو يونايتد ونادي والسول وستافورد رينجرز وكليفلاند كوبراز ‏.